# Бамбук обыкновенный
Бамбу́к обыкнове́нный (лат. Bambusa vulgaris) — растение с одревесневающим стеблем, вид рода Бамбук (Bambusa) семейства Злаки (Poaceae) (ранее бамбуки выделяли в семейство бамбуковые). Это один из наиболее крупных и легко узнаваемых видов бамбука.

## Описание
Бамбук образует скопления средней скученности и не имеет шипов. У него ярко-жёлтые стебли с зелёными полосками и тёмно-зелёные листья. Стебли неровные, негнущиеся, с толстыми стенками, крепкие. На 10—20-метровом стебле сверху густо растут листья; стебель обычно от 4 до 10 сантиметров толщиной. Стебли прямые или слегка наклонённые, кончики поникшие. Стенки стеблей немного утолщённые, узловые перетяжки вздутые. Длина колен — 20—45 см. Бамбук — листопадное растение, листья копьевидные, покрыты пушком.
Цветёт редко, семян не даёт. Плоды также редки из-за низкой выживаемости пыльцы, вызванной нерегулярностью мейоза. Раз в несколько десятилетий вся популяция бамбука в районе цветёт одновременно, цветки обильно покрывают стебли. Разводят бамбук разделением кустов, маркотажем (отростками), отводками, обрезкой и корневищами. Проще всего получить побеги разделением куста или ветки. На Филиппинах наилучшие результаты показывало отрезание одного колена из нижней части шестимесячного куста. Даже если побеги погибают, стебель обычно выживает, причём возможны случаи прорастания бамбуковых шестов, оград, кольев, подпорок. Корневище вырастает до 80 см перед тем, как начать выпускать ростки стеблей. Лёгкостью разведения можно объяснить его кажущуюся неодомашненность.
В среднем химический состав бамбука: целлюлоза – 41–44 %, пентозы – 21–23 %, лигнин – 26–28 %, зола – 1,7–1,9 %, диоксид кремния – 0,6–0,7 %.

## Таксономия
Бамбуковые долгое время считались одной из примитивных трав из-за наличия прицветников, неопределённой формы соцветия, псевдоколосков в соцветиях одеревесневающих бамбуков, которые отождествляли с мякиной, а также цветков с тремя лодикулами (плёночками между цветковой чешуёй и половыми органами цветка), шестью тычинками и тремя рыльцами.
Bambusa vulgaris — это вид из рода Bambusa подсемейства бамбуковые, растущие, в основном, в тропических и субтропических регионах Азии, особенно распространены во влажных тропиках. Симпоидальное ветвление корневища не позволяет бамбуку быстро захватывать большие территории. Побеги бамбуковых появляются скученно или разобщённо, у бамбука обыкновенного — разобщённо; при этом проростки не считаются паразитными. Новые стебли появляются только на кончиках корневища. Бамбуковые — многолетние вечнозелёные растения.
Синонимы:

| - Arundarbor blancoi (Steud.) Kuntze - A. fera (Oken) Kuntze - A. monogyna (Blanco) Kuntze - A. striata (Lindl.) Kuntze - Arundo fera Oken - Bambusa auriculata Kurz - B. blancoi Steud. - B. fera (Oken) Miq. - B. monogyna Blanco | - B. nguyenii Ohrnb. - B. sieberi Griseb. - B. striata Lodd. ex Lindl. - B. surinamensis Rupr. - B. thouarsii Kunth - Gigantochloa auriculata (Kurz) Kurz - Leleba vulgaris (Schrad. ex J.C.Wendl.) Nakai - Nastus thouarsii (Kunth) Raspail - Nastus. viviparus Raspail - Oxytenanthera auriculata (Kurz) Prain |  |

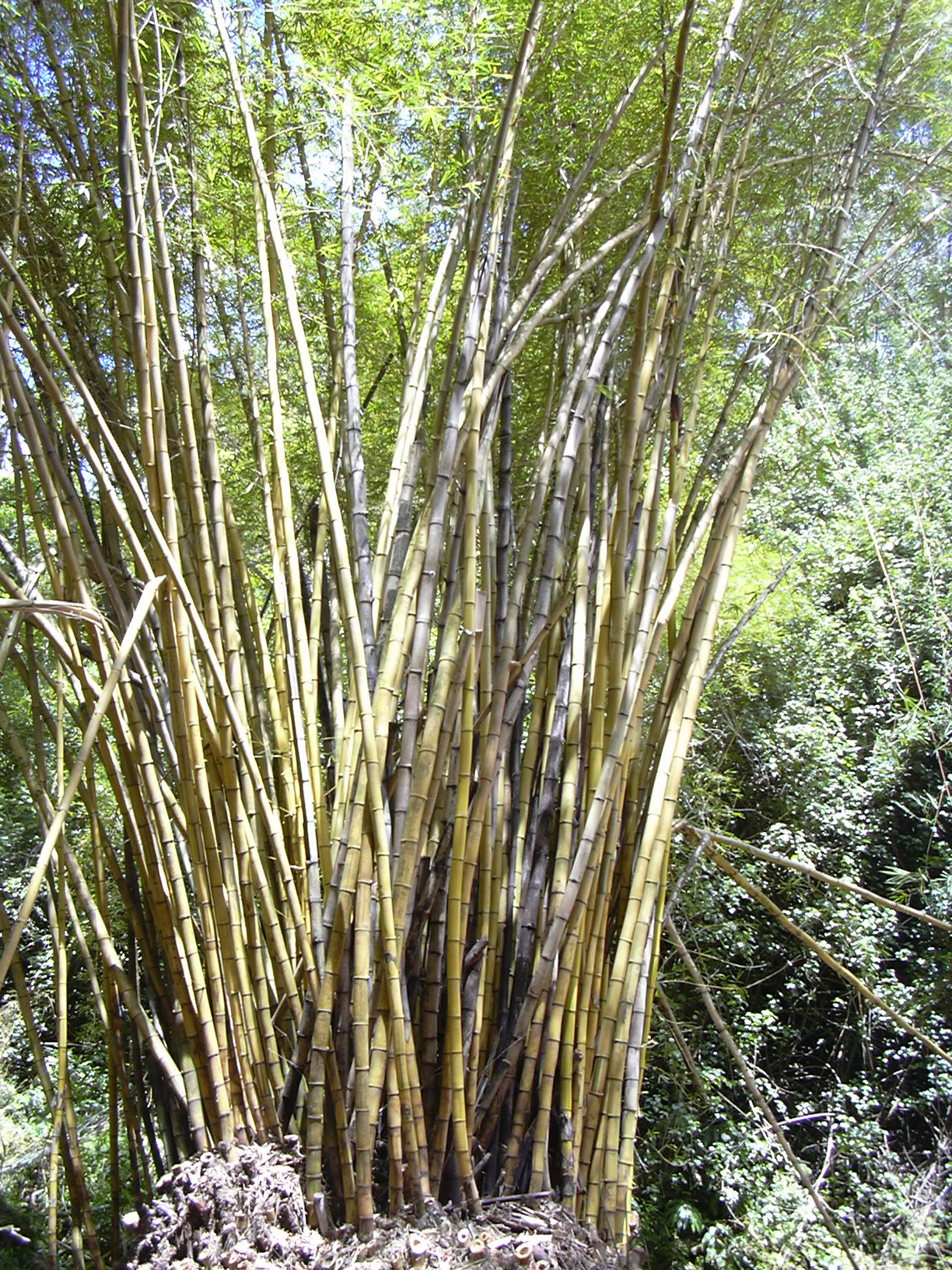

### Культивация

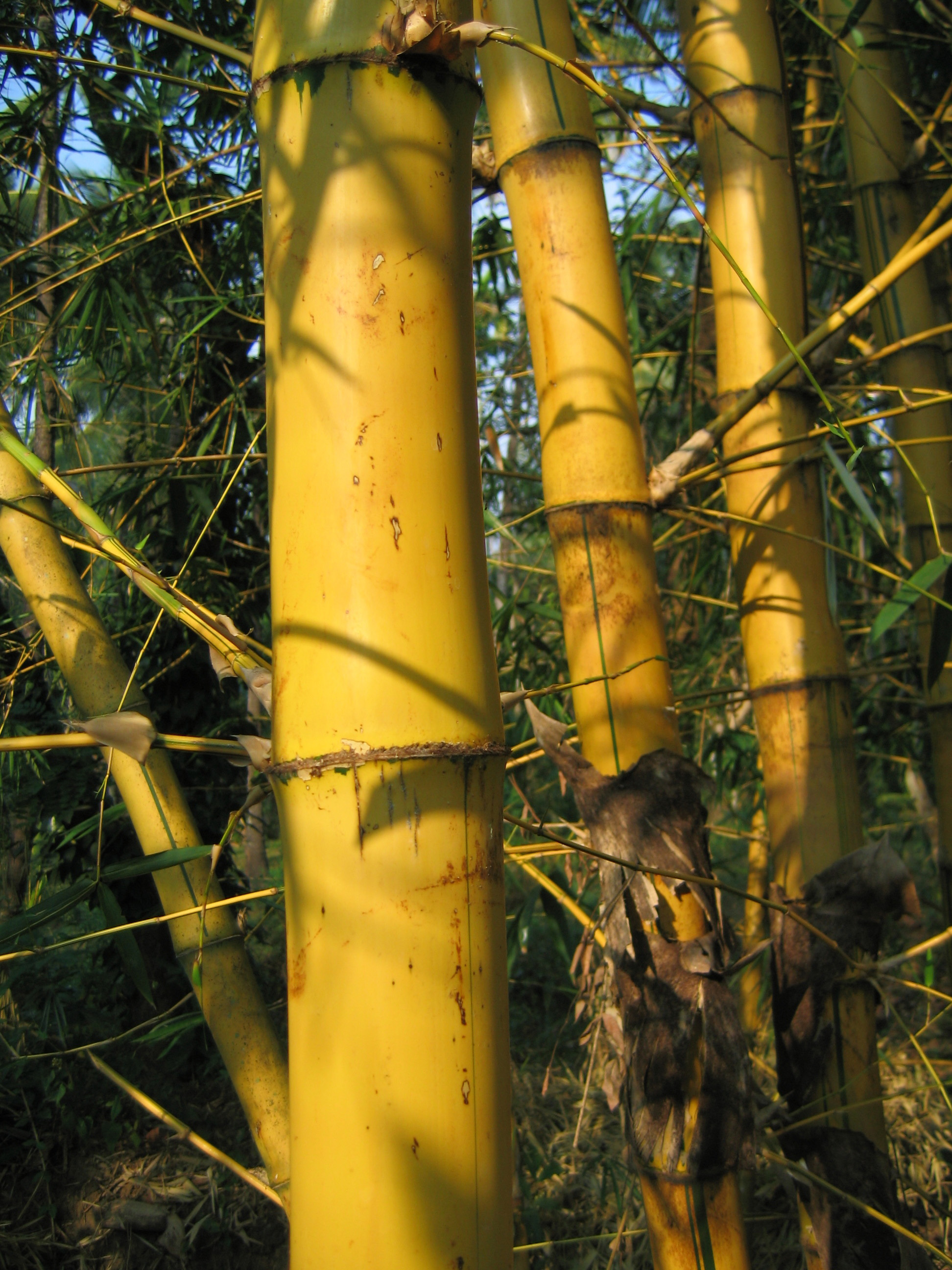
Золотой бамбук

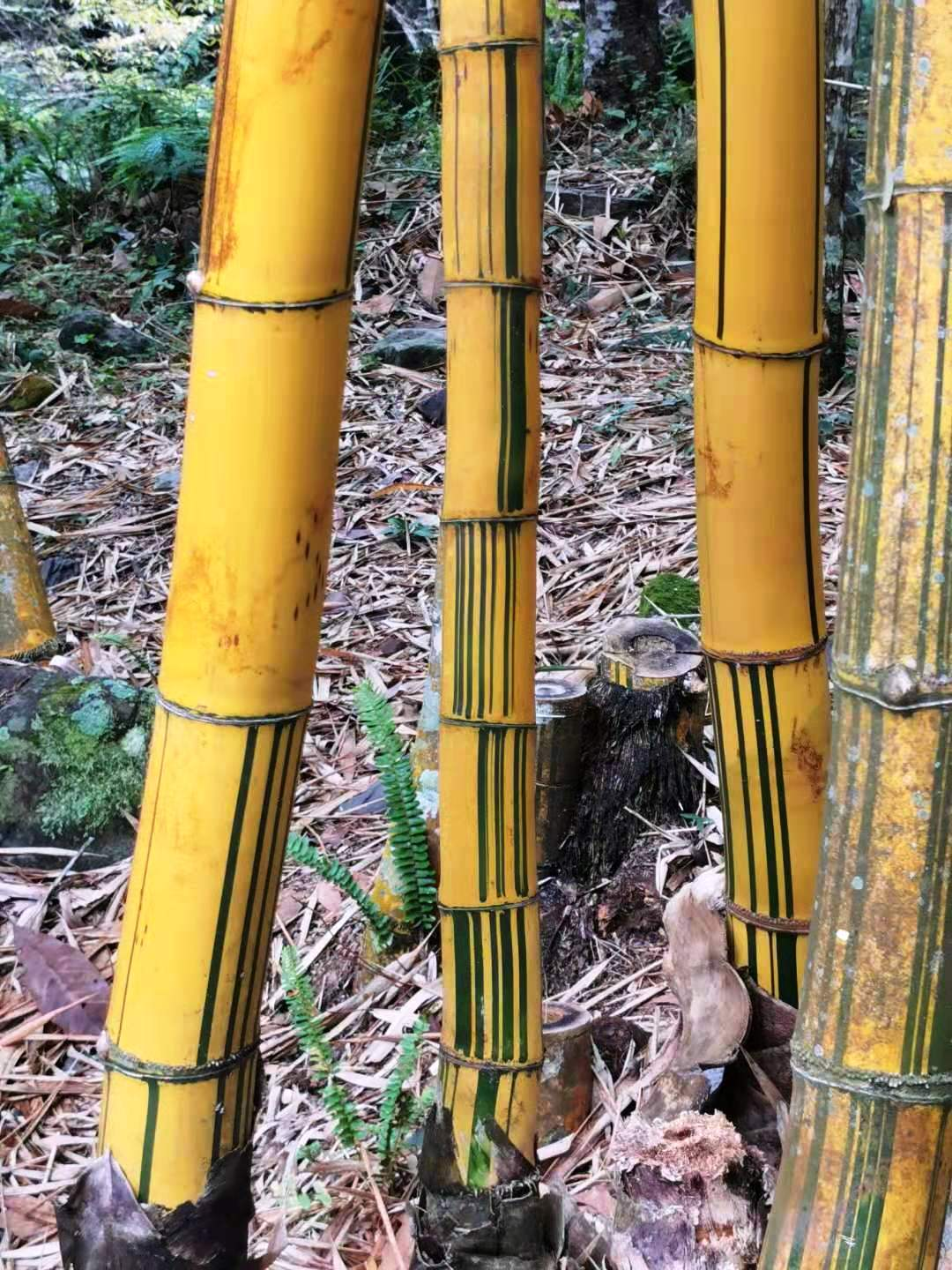

Существует как минимум три разновидности культивируемого бамбука обыкновенного:
- зелёноствольный;
- золотой бамбук (Bambusa vulgaris var. Striata) с жёлтым стволом и обычно более толстыми стенками;
- Bambusa vulgaris var. Wamin трёхметровый бамбук 1—3-сантиметров в диаметре с 4—10-сантиметровыми коленами.

Распространённые сорта перечислены ниже:
- Aureovariegata (Bambusa vulgaris var. aureovariegata Beadle[15]): золотые стебли с зелёными полосами, иногда очень тонкими[21], наиболее распространённая разновидность бамбука[22];
- striata (Bambusa vulgaris var. striata (Lodd. ex Lindl.) Gamble[15]): распространённый сорт, размером меньше остальных, с ярко-жёлтыми перетяжками между коленами и случайным образом разбросанными отметками и длинными светло-зелёными и тёмно-зелёными полосами[1];
- wamin (Bambusa vulgaris f. waminii T.H.Wen[15]): небольшого размера, с короткими уплощёнными перетяжками. Вероятно, эта разновидность появилась в Южном Китае, распространившись по Восточной Азии, Юго-Восточной и Южной Азии[1]. Утолщённые нижние перетяжки дают ему необычный вид[23];
- vittata (Bambusa vulgaris f. vittata (Rivière & C.Rivière) McClure[15]): распространённый сорт, вырастающий до 12 метров в высоту; на стволе многочисленные полосы, напоминающие штрихкод[21];
- kimmei: жёлтые стволы с зелёными полосами[21];
- maculata: зелёные стволы с чёрными крапинками; с возрастом обычно чернеет почти полностью[21];
- wamin striata: вырастает до 5 метров. Светло-зелёный ствол с тёмно-зелёными полосами с раздутыми нижними перемячками[21].

## Распространение и среда обитания
Родина вида неизвестна, вероятные кандидаты — азиатские тропики, юг Китая или Мадагаскар.
Бамбук обыкновенный известен почти исключительно в одомашненном виде, однако встречаются одичавшие популяции. Бамбук обыкновенный разводят по всей Восточной, Юго-Восточной и Южной Азии, тропиках Африки и на Мадагаскаре. Он произрастает в индомалайских дождевых лесах. Это один из наиболее распространённых бамбуков в Пакистане, Танзании и Бразилии.
К началу XVIII века бамбук стал популярным тепличным растением в Европе, и бамбук обыкновенный был одним из первых видов бамбука, там появившихся. Считается, что он ввезён на Гавайи во времена Джеймса Кука (конец XVIII века), он остаётся самым популярным декоративным растением на островах. Бамбук обыкновенный культивируется в США и Пуэрто-Рико, куда, вероятно, занесён испанцами в 1840-х годах. Бамбук обыкновенный может быть первым биологическим видом, интродуцированным в Америку из Европы.

### Названия
Бамбук обыкновенный известен как «бамбу ампел» (индон. Bambu Ampel), «булох аор, булох пао, булох миньяк, аор бетин» (малайск. Buloh Aur, Buloh Pau, Buloh Minyak, Aur Beting), майлуанг, пхайлуанг (тайск. Mai-Luang, Phai-Luang), дайсан-тику (яп. （泰山竹), муранги (кикуйю), гемайнер бамбус (нем. Gemeiner Bambus), бамбу-де-шинь (фр. Bambou de Chine), бамбу вулгар (порт. Bambu Vulgar), мванзи (суахили Mwanzi). B. vulgaris var. Striata также известен как «золотой бамбук», булох гадлин, аор гадлин, булох кунин (малайск. Buloh Gadling, Aur Gadling, Buloh Kuning), бамбу кунин (индон. Bambu Kuning), кинси-тику (яп. 金糸竹). Bambusa vulgaris f. waminii — как бамбу блендук (индон. Bambu Blenduk).

## Экология
B. vulgaris растёт, в основном, на берегах рек, обочинах дорог, на пустырях и открытых пространствах на небольшой высоте над уровнем моря. Он хорошо подходит для предотвращения эрозии. Лучше всего бамбук растёт во влажном климате, однако может выдерживать низкие температуры и засуху (иногда полностью теряя листву), а также на различные почвы, хотя влажные почвы ему подходят лучше. Бамбук выдерживает температуры до −3 °C, а также может расти на высоте до 1500 м, однако с повышением высоты он становится ниже и тоньше.

### Вредители и болезни
Главные враги бамбука обыкновенного — Dinoderus minutus и Cyrtotrachelus longimanus, последние уничтожают побеги в личиночном состоянии. Другие известные болезни — церкоспороз, гниль нижних листовых влагалищ (Фузариум), гниль эпидермиса (''Glomerella cingulata''), листовая ржавчина (Kweilingia divina), пятнистость листьев (Dactylaria). В Бангладеш сильный ущерб причиняет ''Sarocladium oryzae''.

## Использование
Bambusa vulgaris применяется в различных отраслях хозяйства, включая употребление стеблей на топливо, а листвы на корм скоту, хотя употребление большого количества бамбуковых листьев вызывает у лошадей нервные нарушения. Статистического учёта применения бамбука не ведётся. Из-за крепкости и толстостенности бамбука он широко используется, так как, несмотря на сложность обработки, бамбук устойчив к грибам и древогрызам, хотя и требует постоянной обработки.
B. vulgaris var. Striata — исключительно декоративное растение, а его побеги в варёном виде используются в медицинских целях. Эту разновидность культивируют в Азии. B. vulgaris f. Waminii, помимо Азии, культивируют в США и Европе. B. vulgaris f. Vittata — наиболее популярная декоративная. B. vulgaris f. kimmei наиболее популярен в Японии.

### Декоративное
Бамбук широко культивируется как декоративное растение. Его зачастую сажают в качестве живой изгороди.

### Строительство
Стебли бамбука используются для строительства, в основном — небольших временных убежищ, включая пол, крышу, стены и обшивку. Из стеблей также возможно изготовлять мачты, рули, поперечины, шесты для лодок. Помимо этого, сферы применения включают плетение корзин, изготовление мебели, ветрогасителей, флейт, удочек, рукояток инструментов, кольев, орудий, рам, трубок для курения, труб и прочего.
Из бамбука в Индии получают древесную массу. Исследования показали, что у бамбуковой бумаги очень велика прочность на разрыв, она сравнима с бумагой из хвойных деревьев. Существует бамбуковая фанера и бамбуковая упаковочная бумага.

### Употребление в пищу

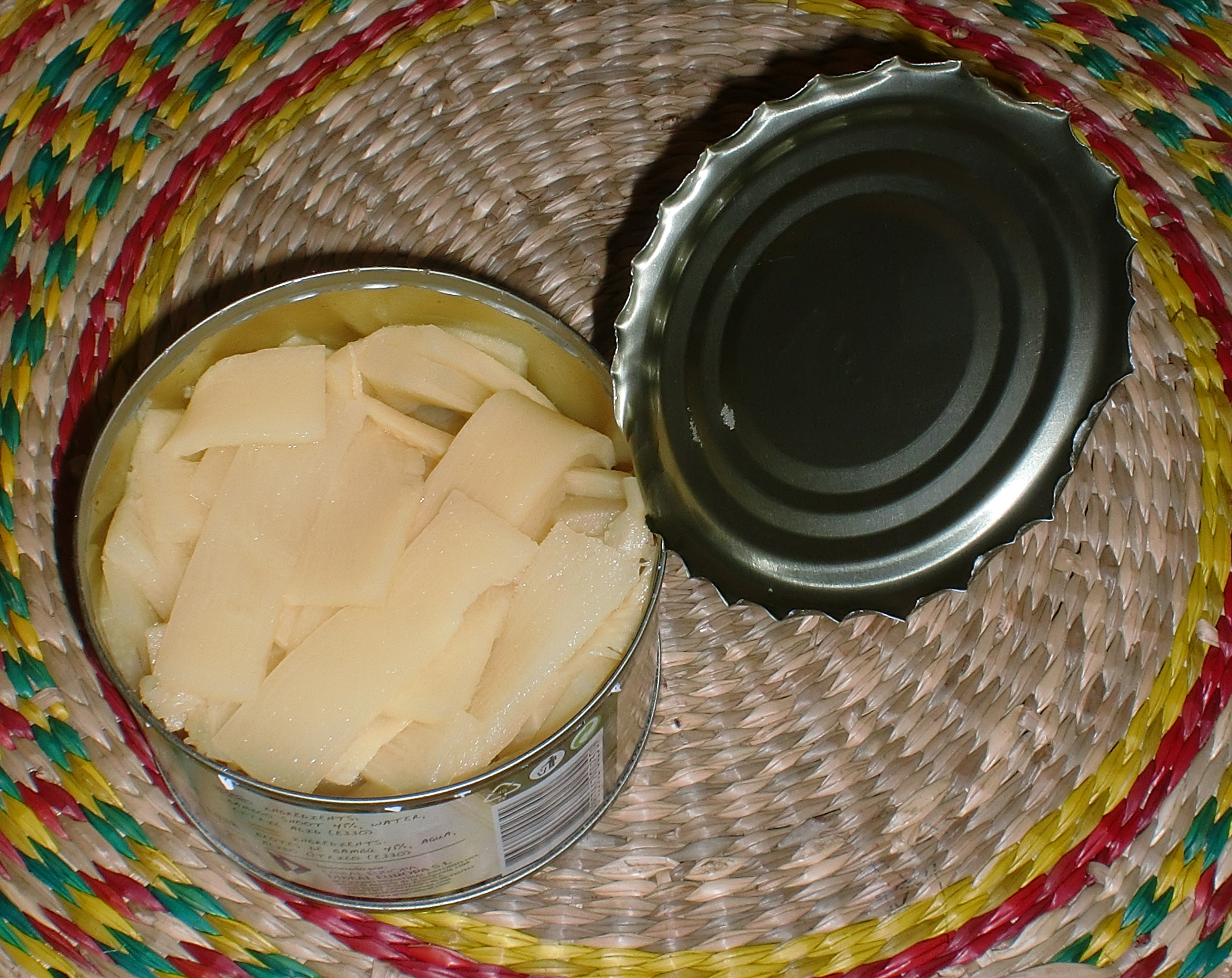
Консервированный бамбук

Молодые побеги растения в Азии употребляют в пищу варёными и консервированными. Побеги сохраняют жёлтый цвет и после приготовления. Отвар молодых побегов, смешанный с кукушкиными слёзками, пьют на Маврикии в качестве освежающего напитка.
100 граммов бамбуковых побегов разновидностей с зелёным стеблем содержат 90 граммов воды, 2,6 белка, 4,1 жиров, 0,4 полезных углеводов, 1,1 пищевых волокон, 22,8 мг кальция, 37 мг фосфора, 1,1 мг железа, 3,1 мг аскорбиновой кислоты. Такое же количество побегов разновидностей с жёлтым стеблем содержат 88 граммов воды, 1,8 белка, 7,2 жиров, 0,0 полезных углеводов, 1,2 пищевых волокон, 28,6 мг кальция, 27.5 мг фосфора и 1,4 мг железа.

### Традиционная медицина
Золотой бамбук во многих азиатских культурах и траволечении (гербология) считается лекарственным растением, несмотря на отсутствие клинически подтверждённого эффекта. На Яве воду, хранящуюся в бамбуковых трубках, считают лечебной. В Конго листья используют в лечении кори, в Нигерии вытяжка из вымоченных листьев бамбука считается лекарством от болезней, передающихся половым путём и в качестве абортивного средства — причём на кроликов вытяжка действительно действует как абортивное средство.

## Культивирование
Хотя бамбук не приспособлен для небольших пространств, так как растёт крупными кустами, молодые растения можно выращивать в контейнерах. Золотой бамбук хорошо переносит как прямые солнечные лучи, так и частичную тень. Важно защитить молодые побеги от вредителей. В Танзании для культивации бамбука обыкновенного B. vulgaris очищают окружающую побеги землю.

## Токсичность
Среди всех бамбуковых только побеги бамбука обыкновенного содержат таксифилин (цианогенный гликозид, который при попадании в человеческое тело работает как ферментативный ингибитор), однако он быстро разрушается в кипящей воде. Это вещество очень ядовито, смертельная доза для людей — 50—60 мг. Доза в 25 мг у крыс весом 100—120 граммов вызывала симптомы отравления, включая апноэ, атаксию и парез. У лошадей в бразильском штате Пара после употребления листьев бамбука была диагностирована гиперсомния и сильная атаксия. Африканские фермеры предпочитают покупать бамбук, а не выращивать его самостоятельно, так как считают, что он портит почву.